# Club Cerro Porteño
Maillots
Actualités
Le Club Cerro Porteño est un club paraguayen de football basé à Asuncion, dans le Barrio Obrero.

## Histoire
Cerro Porteño est fondé le 1er octobre 1912 par Susana Núñez, accompagnée par de jeunes gens enthousiastes à l'idée de créer un club de football. À cette époque, le Paraguay vit une période difficile, notamment sur le plan politique avec un affrontement entre le Parti colorado et le Parti libéral. À cause de ces tensions, les créateurs du club décident d'unir les couleurs des deux partis (rouge et bleu), en symbole de l'unité et de la fraternité qui doit unir les Paraguayens.
Cerro Porteño est considéré au Paraguay comme el club del pueblo (le club du peuple) car beaucoup de ses supporters sont issus des classes modestes. En raison de cela, Cerro Porteño est également considéré comme le club le plus populaire du pays.
De tout temps, Cerro Porteño a occupé une place importante dans le Championnat paraguayen, avec de nombreux succès.
En revanche, il n'a jamais gagné la Copa Libertadores, malgré des présences en demi-finales lors des éditions 1973, 1978, 1993, 1998, 1999 et 2011.

## Palmarès
- Championnat du Paraguay (34)
  - Champion : 1913, 1915, 1918, 1919, 1935, 1939, 1940, 1941, 1944, 1950, 1954, 1961, 1963, 1966, 1970, 1972, 1973, 1974, 1977, 1987, 1990, 1992, 1994, 1996, 2001, 2004, 2005, 2009 (A), 2012 (A), 2013 (C), 2015 (A), 2017 (C), 2020 (A), 2021 (C).